# La Marche des rois
Pour les articles homonymes, voir La Marche des rois (film, 1913).
Ne doit pas être confondu avec Les Rois mages (chanson).

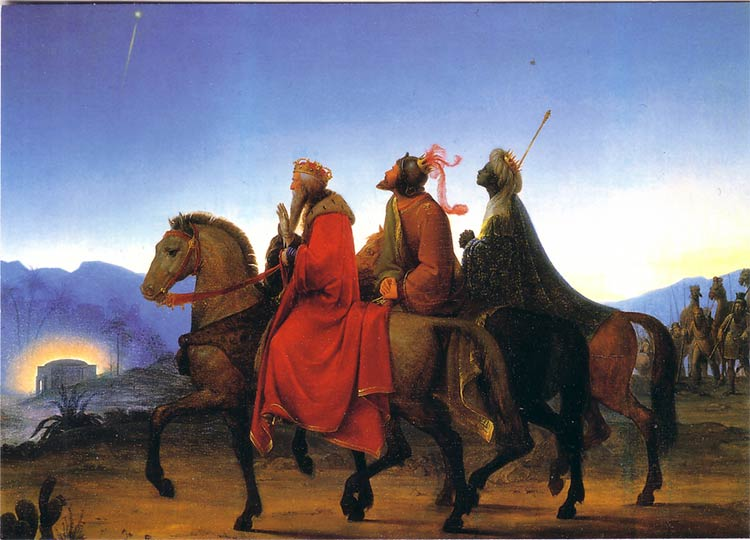
Leopold Kupelwieser, Le Voyage des Trois Rois, 1825, diocèse de Rouen.

La Marche des rois ou La marche des Rois mages ou encore, en provençal, La Marcho di Rèi  est un chant de Noël populaire d'origine provençale célébrant l'Épiphanie et les Rois mages. Sa reprise par Georges Bizet pour son Arlésienne en a popularisé le thème.

## Histoire

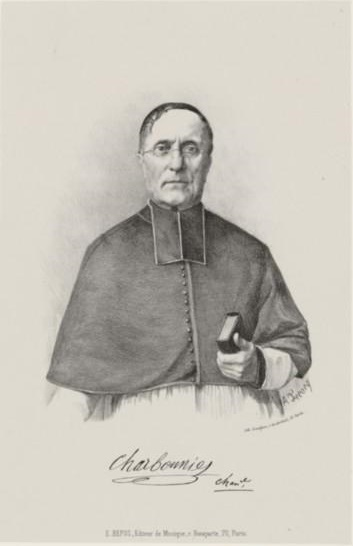
Chanoine Étienne-Paul Charbonnier, lithographie d'Adrien-Louis Lecocq, 1870, BNF.

### Origine et attributions
Les origines précises tant de l'air que des paroles sont incertaines et débattues.
Les paroles sont régulièrement attribuées à Joseph-François Domergue, (1691-1728), curé-doyen d'Aramon, dans le Gard, de 1724 à 1728, dont le nom apparaît sur la première copie manuscrite datée de 1742 et conservée à la bibliothèque d'Avignon. Le texte est édité dans le Recueil de cantiques spirituels provençaux et françois gravés par le Sieur Hue publié en 1759. Par la suite, l’œuvre a été reprise dans les différentes éditions du recueil de Noëls provençaux du poète et compositeur du XVIIe siècle Nicolas Saboly (1614-1675) auquel elle a souvent — et erronément — été attribuée.
Suivant le document de 1742, la chanson reprend l'air d'une Marche de Turenne. Cette mention correspond à l'usage établi des noëlistes consistant à plaquer leurs textes sur des chansons françaises « connues » répandues par l'imprimerie. Une hypothèse est que cette Marche de Turenne serait une marche militaire remontant au XVIIe siècle, en l'honneur des victoires du Maréchal de Turenne, que certains auteurs ont voulu attribuer à Lully, bien qu'aucun document ne corrobore cette attribution. 
Une tradition avignonnaise fait plutôt remonter la Marche de Turenne au XVe siècle, au temps du Roi René (1409-1480) tandis que certains auteurs de la fin du XIXe et du début du XXe siècle penchaient pour une référence à Raymond de Turenne (1352-1413), dit Le Fléau de Provence, petit-neveu du pape Clément VI et neveu du pape Grégoire XI.
Au XXIe siècle, plusieurs chercheurs américains postulent que la Marche des Rois a une origine médiévale remontant au XIIIe siècle, ; ce pourrait être alors l'un des plus anciens chants de Noël répertoriés avec Veni redemptor gentium, et peut-être le premier entièrement composé en langue vernaculaire, et non en latin. 
Selon les recherches menées par l'érudit Stéphen d'Arve à la fin du XIXe siècle, la seule partition connue est celle d'Étienne-Paul Charbonnier (1793-1872), organiste à la cathédrale d'Aix-en-Provence, qui — la tenant peut-être de la chaîne de ses prédécesseurs — l’avait reconstituée de mémoire en modifiant son orchestration au fur et à mesure de l’introduction de nouveaux instruments. Henri Maréchal, un inspecteur des Conservatoires de France ayant fait des recherches à la demande de Frédéric Mistral, pensait, pour sa part, que « La Marcha dei Rèis » avait dû être composée par l’abbé Domergue lui-même.

### Célébration de l'Épiphanie

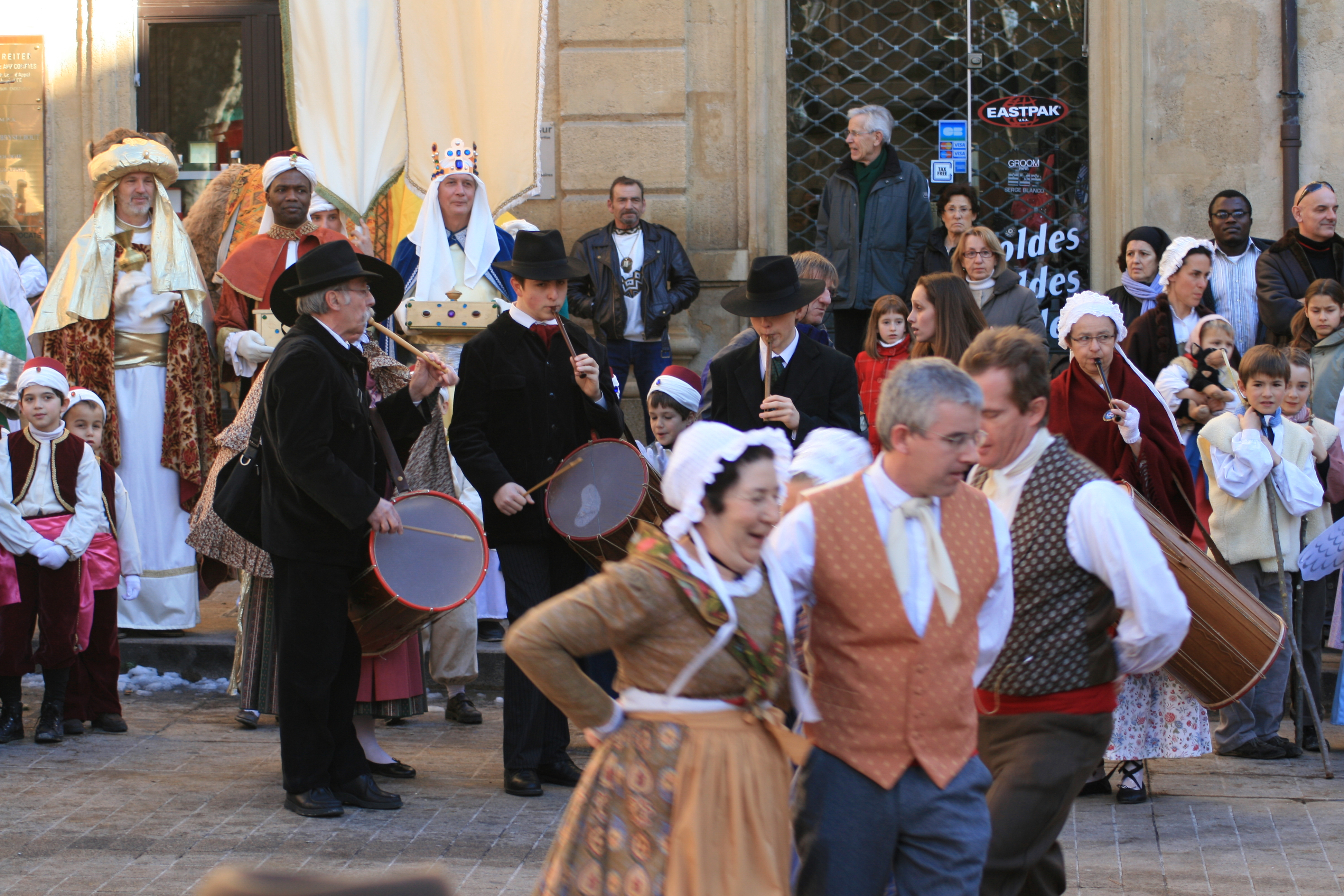
Procession des Rois mages à Aix-en-Provence, 2009.

Chaque année, la fête de l’Épiphanie donne lieu dans certaines villes et villages de Provence à des parades populaires — des « Marches des Rois » — où des citoyens somptueusement déguisés en Rois mages progressent vers l'église locale au son de la Marche et autres musiques traditionnelles, accompagnés d'habitants costumés en fonction du folklore local. Particulièrement à Aix-en-Provence, depuis le début du XIXe siècle, une cérémonie populaire fastueuse célèbre cette venue : un cortège traditionnel de personnages vêtus en costumes provençaux — bergers, cavaliers, tambourinaires, métiers… — accompagne les Mages et leurs chameaux vers la cathédrale Saint-Sauveur où l’organiste, accompagné des tambourinaires, exécute l’air de la Marche des Rois à l'arrivée du cortège, en passant du pianissimo au fortissimo pour évoquer l’approche de la procession. Une grande étoile est alors allumée sur l'autel principal, symbolisant l’étoile qui a guidé les Mages jusqu'à Bethléem. La cérémonie se termine tandis que l'air est joué descrescendo pendant que les Rois s'en vont.
Joseph d'Ortigue écrit en 1837 : 

« […] Quand venait le jour de l'Épiphanie, vous eussiez entendu cette belle marche des Rois si connue dans le midi de la France. C'était d'abord comme un murmure confus, un rythme douteux qui, partant des extrémités du pianissimo, devenait graduellement plus distinct en passant par les claviers intermédiaires, pour signifier le pèlerinage des rois mages, venu de leur pays éloigné pour se prosterner en la présence de l'Enfant-Dieu ; bientôt la marche triomphale était entonnée magnifiquement sur les jeux les plus brillants. Elle reprenait ensuite, puis s'éloignait insensiblement jusqu'à ce que les sons et le rythme se perdissent dans le lointain. »

### Reprises et adaptations

Félix-Henri Giacomotti, Georges Bizet, n. d., musée Carnavalet

La Marche des Rois est un des thèmes de l'ouverture de l'Arlésienne (1872), musique de scène composée par Georges Bizet pour un drame à sujet provençal d'Alphonse Daudet. Selon le musicologue Joseph Clamon, Bizet a pu trouver la mélodie de cette marche dans un livre publié en 1864. Après l'échec du drame, Bizet tire de la musique de scène une suite pour orchestre (Suite no 1) qui rencontre un succès immédiat. En 1879, quatre ans après la mort du compositeur, son ami Ernest Guiraud en tire une seconde suite (Suite no 2) dans laquelle la Marche des Rois est reprise en canon dans la dernière partie de l'ouvrage remanié. Certains passages se retrouvent également dans l'opérette Gillette de Narbonne de Edmond Audran, créée en 1882.
Les paroles d'une chanson « M'sieu d'Turenne », qui peut se chanter sur l'air de la Marche des Rois, sont dues à Léon Durocher (1862-1918).
La Marche des Rois est devenue une chanson de France traditionnelle et un des cantiques de Noël les plus courants dans le répertoire des chorales francophones. Elle a connu plusieurs reprises par des interprètes tels que Tino Rossi, Les Quatre Barbus, Marie Michèle Desrosiers ou encore, en anglais, Robert Merrill. Le morceau a été adapté à de multiples reprises, notamment par l'organiste Pierre Cochereau à travers une toccata improvisée en 1973 pour la Suite à la française sur les thèmes populaires. En 2011, le titre est repris par Florent Marchet sur son disque de chants de Noël, Noël's Songs.

## Air et partition
Thème de l'ouverture de L'Arlésienne    Georges Bizet.

## Paroles
Les paroles du poème original du chanoine Domergue font état d'un voyageur qui observe un convoi fastueux accompagnant trois rois entourés de gardes qui protègent leur or, sans que les traditionnels encens et myrrhe ne soient évoqués. Tout en suivant l'étoile, les rois louent Dieu avec de si belles voix que le voyageur les accompagne dans leur périple qui aboutit devant le Christ-enfant. 
Il existe depuis différentes versions et variantes tant en langue provençale que française. Il en est ici proposé une dans chacune de ces langues, éditées durant la seconde moitié du XIXe siècle.

### Provençal
LA MARCHO DI RÈI (1852)

Er de la marcho de Turenne

De-matin,

ai rescountra lou trin

De tres grand Rèi qu’anavon en vouiage ;

De-matin,

Ai rescountra lou trin

De tres grand Rèi dessus lou grand camin :

Ai vis d’abord

De gardo-corp,

De gènt arma em’uno troupo de page ;

Ai vit d’abord

De gardo-cors,

Touti daura dessus si justo-corp.

Li drapèu,

Qu’èron segur fort bèu,

I ventoulé servien de badinage ;

Li camèu

Qu’èron segur fort bèu,

Pourtavon de bijou touti nouvèu ;

E li tambour,

Pèr faire ounour,

De tèms en tèms fasien brusi soun tapage ;

E li tambour,

Pèr faire ounour,

Batien la marcho chascun à soun tour.

Dins un char,

Daura de touto part,

Vesias li Rèi moudèste coume d’ange ;

Dins un char,

Daura de touto part,

Vesias bria de riche-z-estendard ;

Ausias d’auboues,

De bèlli voues

Que de moun Dièu publiavon li louange ;

Ausias d’auboues,

De bèlli voues

Que disien d’er d’un amirable choues.

Esbahi,

D’entèndre acò d’aqui,

Me siéu renja pèr vèire l’equipage ;

Esbahi,

D’entèndre acò d’aqui,

De luèn en luèn li-z-ai toujou suivi ;

L’astre brian

Qu’èro davan,

Servié de guido, e menavo li tres mage ;

L’astre brian

Qu’èro davan,

S’arrestè net quand fuguè vers l’enfant.

Intron pièi

Per adoura soun Rèi

A dous ginoun coumençon sa priero ;

Intron pièi

Per adoura soun Rèi

E recounèisse sa divino lèi.

Gaspard d’abord

Presènto l’or,

E di : moun Diéu, sias lou soulé Rèi de glòri ;

Gaspard d’abord

Presènto l’or

E dis pertout que vèn cassa la Mort.

Per presèn

Melchior oûfro l’encèn,

En ié disen : Sias lou Diéu di-z-armado ;

Per presèn

Melchior oûfro l’encèn,

Disen : Sias Rei, et sias Diéu tout ensen,

La paureta,

L’umulita

De voste amour nin soun li provo assurado ;

La paureta,

L’umulita

N’empachon pas vosto Divinita.

Quant a iéu,

N’en plour, moun bon Diéu !

En sangloutant vous presènte la mirrho ;

Quant a iéu,

N’en plour, moun bon Diéu !

De ié sounja siéu pu mort que viéu ;

Un jour, per nous

Sus uno croux,

Coumé mourtau, fenirés nosti misèro ;

Un jour per nous,

Sus uno crous

Devès mouri per lou salut de tous !

Aujourd’huèi,

Es adoura di Rèi,

E bateja di man de Jan-Batisto ;

Aujourd’huèi,

Es adoura di Rèi,

Tout l’univer se soumés a sa lèi.

Dins un festin,

Rènd l’aigo en vin :

Aquèu miracle es segur bèn de requisto ;

Dins un festin,

Rènd l’aigo en vin :

Nous manifèsto soun poudé divin

- Domergue, douyèn d'Aramoun

### Français (adaptation libre)
LA MARCHE DES ROIS (1894)

Ce matin, 

J'ai vu dans le lointain, 

Frémir au vent des banderoles claires

Ce matin, 

J'ai vu dans le lointain

Venir des gens vêtus de frais satin.

Sur leurs habits, 

Perles et rubis 

Partout de l'or aux harnais des dromadaires

Sur leurs habits, 

Perles et rubis, 

Turbans de soie et casques bien fourbis !

Trois grands rois 

Modestes tous les trois 

Brillant chacun comme un soleil splendide 

Trois grands rois 

Modestes tous les trois 

Étincelaient sur leurs blancs palefrois. 

Le plus savant 

Chevauchait devant 

Mais chaque nuit, une étoile d'or les guide 

Le plus savant 

Chevauchait devant 

J'ai vu flotter sa longue barbe au vent.

M'approchant 

Je pus entendre un chant 

Que seul chantait un page à la voix franche 

M'approchant 

Je pus entendre un chant 

Ah ! qu'il était gracieux et touchant ! 

Où vont les trois

Magnifiques rois ?

Voir un enfant qui naîtra dans une crèche, 

Où vont les trois

Magnifiques rois ?

Fêter celui qui doit mourir en croix.